# L'ospite (film 1972)
L'ospite è un film del 1972 diretto da Liliana Cavani.

## Trama
Uno scrittore ottiene l'autorizzazione a visitare un ospedale psichiatrico per poter scrivere un libro. Si rende conto delle carenze cliniche e umane dell'istituto e, parlando con il direttore, riceve giustificazioni elusive e autoassolutorie (manca il personale, le famiglie si disfano dei parenti scomodi e se ne disinteressano) ma anche accuse di eccessiva sensibilità e di scarsa conoscenza tecnica.
In particolare, lo scrittore rimane colpito dalla storia di Anna, ricoverata vent'anni prima per una depressione in seguito alla morte di un cugino a cui era legata da grande affetto. Anna è chiusa nel suo mutismo, comunica quasi solo a gesti e si apre solo con Luciano, un altro ospite al quale dedica le sue premure. Lo scrittore capisce che le sue difficoltà relazionali non sono dovute alla malattia mentale, ma a un atteggiamento polemico verso il mondo esterno. In effetti, Anna è guarita e di lì a poco viene dimessa e affidata al fratello Renato ma, nella famiglia di lui, incontra una quantità di problemi apparentemente senza soluzioni: una cognata decisamente ostile, una serie di gesti male interpretati (una carezza al nipotino che dorme, uno tentativo di approccio a un bell'uomo incontrato per caso sulla spiaggia) fanno sì che la donna fugga di casa e i parenti ne denuncino la scomparsa alla polizia.
Solo lo scrittore, grazie ai nastri dei suoi colloqui che aveva registrato, riesce a scoprire che Anna si è rifugiata presso una villa abbandonata appartenuta agli zii, ora defunti. In questa villa la donna rivive fantasticamente la storia d'amore con il cugino morto, la cui figura si confonde con quella di Luciano. Ritrovata dai carabinieri, Anna viene di nuovo ricoverata; qui ottiene di rimanere sola con Luciano, che riprenderà ad accudire con tenerezza e devozione.

## Produzione
In seguito all'insuccesso commerciale de I cannibali, Liliana Cavani incontrò grandissime difficoltà nel chiedere finanziamenti per un nuovo film. Grazie a Italo Moscati, che curava all'epoca i "programmi sperimentali" per la RAI, la regista riuscì a ottenere un budget ridotto, riunendo in un unico film un documentario-inchiesta in cui venivano mostrate le situazioni di estremo degrado in cui venivano tenuti gli "ospiti" degli ospedali psichiatrici (la legge Basaglia sarebbe arrivata solo otto anni dopo) e la storia di una donna attraverso le sue difficoltà di relazione con il mondo esterno.
La Cavani dichiarò all'epoca che l'idea era nata visitando il reparto femminile di una struttura in provincia di Pistoia e, di nascosto dai medici, consultando alcune cartelle cliniche si era resa conto che «se una ragazza della borghesia manifesta un carattere depressivo, la si manda a fare una crociera, se si tratta di una contadina la si manda in manicomio, dove poi rimane».
Il film fu presentato alla Mostra del cinema di Venezia 1971 e gli fu assegnato il "Timone d'oro", premio del "Centro italiano per le relazioni umane".